# Chiusano d’Asti
Chiusano d’Asti – miejscowość i gmina we Włoszech, w regionie Piemont, w prowincji Asti.
Według danych na styczeń 2009 gminę zamieszkiwały 233 osoby przy gęstości zaludnienia 94 os./km².